# 森本六爾
森本 六爾（もりもと ろくじ、1903年〈明治36年〉3月2日 - 1936年〈昭和11年〉1月22日）は、大正時代から昭和初期にかけての日本の考古学者。

## 人物・来歴
奈良県磯城郡織田村大泉（現：桜井市）出身。1920年に旧制奈良県立畝傍中学校（現・奈良県立畝傍高等学校）を卒業する。奈良県磯城郡三輪尋常高等小学校の代用教員となり、香久山尋常高等小学校や生駒郡都跡尋常高等小学校でも代用教員を務めた。1924年に上京して東京高等師範学校の校長であった三宅米吉の下で、歴史科に副手として勤務した。同年に東京考古学会を設立した。1929年、三宅の死去に伴い副手を辞任。1935年に夫人を結核で亡くし、翌年に神奈川県鎌倉市極楽寺の仮寓で同じく結核により32年の生涯を閉じた。死の直前に面会した藤森栄一は、『二粒の籾』で彼の最後の様子を記している。墓所は桜井市の極楽寺。
甕棺の研究や、銅鐸の型式分類を行い、弥生期区分において稲作が開始されたことを提唱するなど、アマチュアでありながらも日本の考古学の発展に大きく貢献した。生涯に約200本の論文を発表したほか、全国各地の遺跡に出かけて出土品を並べて発掘時の状況を再現した写真を撮ったり、現地関係者に話を聞いたりした。土器片や写真乾板、考古学者のほか政治家、軍人、財界人らの名刺、考古学者らと交わした書簡、妻子を気遣う手紙類など膨大な遺品は、奈良県立橿原考古学研究所付属博物館が遺族から借り受けて整理や一部の刊行を進めている。
ただし、弥生文化が稲作を行ったことについては、中山平次郎、山内清男、鳥居龍蔵などの先行研究の成果を参考に組み立てたものであった。これは当時も八幡一郎などによっても指摘されている。高校までの教科書に名前が出てくることは稀であるが、考古学に携わる者の間では「考古学の鬼」という異名とともに有数の知名度を誇る人物である。藤森栄一、小林行雄、杉原荘介らが弟子として知られている。
松本清張の短編小説『断碑』の主人公、木村卓治のモデルとされている。

## 著作

### 単著
- 『金鎧山古墳の研究』雄山閣、1926年12月。 NCID BN07801819。
  - 『金鎧山古墳の研究』（復刻版）信毎書籍出版センター、1978年12月。 NCID BN03542865。
- 『川柳村将軍塚の研究』岡書院〈信濃教育会更級部会更級郡史料 第1輯〉、1929年2月。 NCID BA34814312。全国書誌番号:47037391。
  - 『川柳村将軍塚の研究』（復刻版）信毎書籍出版センター、1978年4月。 NCID BN12999737。
- 『石人石馬』日東書院〈日本考古図録大成 第1輯〉、1929年6月。 NCID BN03494875。全国書誌番号:47025069。
- 『飛行機と考古学』東京考古学会、1931年4月。 NCID BN15195747。全国書誌番号:47017347 全国書誌番号:60013773。
- 『弥生式土器序集』東京考古学会〈弥生式土器図集 第1輯〉、1933年8月。 NCID BN0813935X。全国書誌番号:47037036。
- 『日本農耕文化の起源 考古学上より見たる日本原始農業の研究』葦牙書房、1941年8月。 NCID BN02811804。
  - 『日本農耕文化の起源 考古学上より見たる日本原始農業の研究』あしかび書房、1946年9月。 NCID BB07465433。全国書誌番号:48000519。
  - 『日本農耕文化の起源 考古学上より見たる日本原始農業の研究』小宮山書店、1969年3月。 NCID BN03911429。全国書誌番号:73008176。
- 『日本考古学研究』桑名文星堂、1943年3月。 NCID BN02713430。全国書誌番号:46004177。
- 斎藤忠 編『森本六爾集』築地書館〈日本考古学選集 23〉、1985年11月。 NCID BN01213851。全国書誌番号:86059149。
- 春成秀爾 編『日本の古墳墓』木耳社、1987年11月。ISBN 9784839374266。 NCID BN01887301。全国書誌番号:88009791。

### 編集
- 『日本青銅器時代地名表』岡書院、1929年6月。 NCID BN08258304。全国書誌番号:47014229 全国書誌番号:53008241。

### 共著
- 中村久四郎、森本六爾『日本上代文化の考究』四海書房、1927年6月。 NCID BN10546265。全国書誌番号:47014019。

### 共編
- 森本六爾、小林行雄 編『弥生式土器聚成図録』東京考古学会、1938年10月。 NCID BA42129324。全国書誌番号:54010853。

## 関係資料集
- 奈良県立橿原考古学研究所 編『森本六爾関係資料集』 1巻、由良大和古代文化研究協会、2011年7月。ISBN 9784902777963。
- 奈良県立橿原考古学研究所 編『森本六爾関係資料集』 2巻、由良大和古代文化研究協会、2012年7月。ISBN 9784905398097。
- 奈良県立橿原考古学研究所 編『森本六爾関係資料集』 3巻、由良大和古代文化研究協会、2016年6月。ISBN 9784905398530。